# 幸福哲学
幸福哲学（Philosophy of well-being）又称福祉哲学、福扯理论（well-being theory）是哲学研究的一个领域，跨足德性伦理学、政治哲学、道德哲学以及心理学等多个领域，主要探究福祉（welI-being）或幸福价值（prudential value）的本质、意义、组成和实现方法。

## 福祉（well-being）
在生活中，“福祉（well-being）”一词通常与福利、健康或社会相关联，容易与“幸福（happiness）”一词混淆。但在哲学中，“福祉”通常用于描述对个体来说具有非工具性（non-instrumentally）或最终（ultimately）有益的事物。
幸福哲学认为福祉是一种价值，有时被称为“幸福价值（prudential value）”。如果一件事物对个体来说具有非工具性或最终的益处，就说这件事物具有幸福价值。

## 幸福哲学理论
幸福哲学拥有众多理论，但西方主流哲学界通常将其分类为三个主要体系：享乐主义（hedonism）、欲望理论（desire theory）和客观列表论（objective list theories）。

### 享乐主义（hedonism）
最简单的享乐主义观点认为，快乐是唯一具有幸福价值的事物，而痛苦则是唯一具有不具有幸福价值的事物。用一句话概括就是，所有快乐都对我们有益而痛苦对我们有害。它的更完整的表现形式可以体现为：
1. 有且只有快乐是对我们非工具性（non-instrumentally）的善。
2. 有且只有痛苦是对我们非工具性（non-instrumentally）的恶。
3. 一个人的总体幸福水平完全取决于他们所经历的快乐和痛苦的平衡。[3]

需要澄清的是，享乐主义者提出这些主张的唯一依据是非工具性的享乐主义者承认除了快乐之外的其他事物也可以对你有益的东西和对你有害的东西。享乐主义者承认除了快乐之外的其他事物也可以对我们有工具性的（instrumentally）好处，例如金钱、友谊或漂亮的房子。但享乐主义者会说，这些东西以一种非根本的方式对我们有好处，因为它们只是获得快乐（或避免痛苦）的手段。

### 欲望理论（desire theory）
也称之为欲望满足理论（Desire-fulfilment theory）。最简单的欲望满足理论认为幸福在于欲望的满足：满足的欲望越多，幸福感就越高。它的更完整的表现形式可以体现为：
1. 欲望满足理论：当且仅当，并且因为某物满足了你的非工具性欲望时，它对你来说是善的。当且仅当，并且因为某物挫败了你的非工具性欲望时，它对你来说是恶的。[3]

在考虑欲望满足理论时，应注意以下三点：
1. 首先，需要特别注意“因为”这一词的出现，这是因为欲望满足理论不仅仅声称任何满足你的欲望对你有好处，它还同时意味着你欲望的对象本身也对你有好处。[3]
2. 其次，欲望满足理论中所说的欲望同样指的是非工具性欲望。[1][3]非工具性欲望指的是我们对事物本身的欲望，而不仅仅是因为它们所产生的进一步后果。[3]举例来说，假设你想要钱，而你想要钱只是为了买奢侈品，那么在那种情况下，你对金钱的渴望就是工具性欲望。相反，假设你的欲望是想成为一名哲学家，这个欲望若是缘于你自己，则是非工具性的；反之，若是为了获得知识或父母的期待，则是工具性的。[3]
3. 第三，欲望满足理论声称欲望的满足基于现实世界的真实状况，也就是说，你不必需要感觉到或相信你的欲望被满足。一旦该欲望在现实世界中的得以实现，无论你是否了解或感觉到你的欲望被满足或你是否因此感到高兴，它都已经对你的幸福（福祉）产生了好处。[3]

### 客观列表论（objective list theories）
客观列表理论指出，一个人的幸福取决于一些基本的客观的善。需要注意的是，客观列表理论是一种态度独立的理论，也就是说，一个东西对某人好或者坏无关乎这个人对于这一事物的态度，（例如喜欢与否），而是由于存在这样的事物，本质上就对人类有好处（或有坏处）。